# Manjiroïta
La manjiroïta és un mineral de la classe dels òxids, que pertany al grup de la coronadita. Rep el nom en honor del Dr. Manjiro Watanabe (1891-1980), mineralogista, geòleg i professor de la Universitat de Tohoku, al Japó.

## Característiques
La manjiroïta és un òxid de fórmula química Na(Mn4+
7Mn3+)O16. Cristal·litza en el sistema tetragonal. La seva duresa a l'escala de Mohs és 7. És una espècie isostructural amb la coronadita, la criptomelana, la ferrihol·landita, l'hol·landita i l'estronciomelana.
Segons la classificació de Nickel-Strunz, la manjiroïta pertany a «04.DK: Òxids amb proporció Metall:Oxigen = 1:2 i similars, amb cations grans (+- mida mitjana); estructures de túnel» juntament amb els següents minerals: akaganeïta, coronadita, criptomelana, hol·landita, mannardita, priderita, redledgeïta, henrymeyerita, estronciomelana, romanechita i todorokita.

## Formació i jaciments
Va ser descoberta a la mina Kohare, a la localitat de Karumai, a la Prefectura d'Iwate (Regió de Tohoku, Japó). A band d'altres indrets del Japó, també ha estat descrita al Canadà, Xile, els Estats Units, la República Democràtica del Congo, Sud-àfrica, Alemanya, Grècia, Portugal, Romania i Rússia.